# Goraya
Goraya é uma cidade e uma nagar panchayat no distrito de Jalandhar, no estado indiano de Punjab.

## Demografia
Segundo o censo de 2001, Goraya tinha uma população de 15,138 habitantes. Os indivíduos do sexo masculino constituem 53% da população e os do sexo feminino 47%. Goraya tem uma taxa de literacia de 74%, superior à média nacional de 59.5%: a literacia no sexo masculino é de 77% e no sexo feminino é de 70%. Em Goraya, 11% da população está abaixo dos 6 anos de idade.